# Chawanmushi

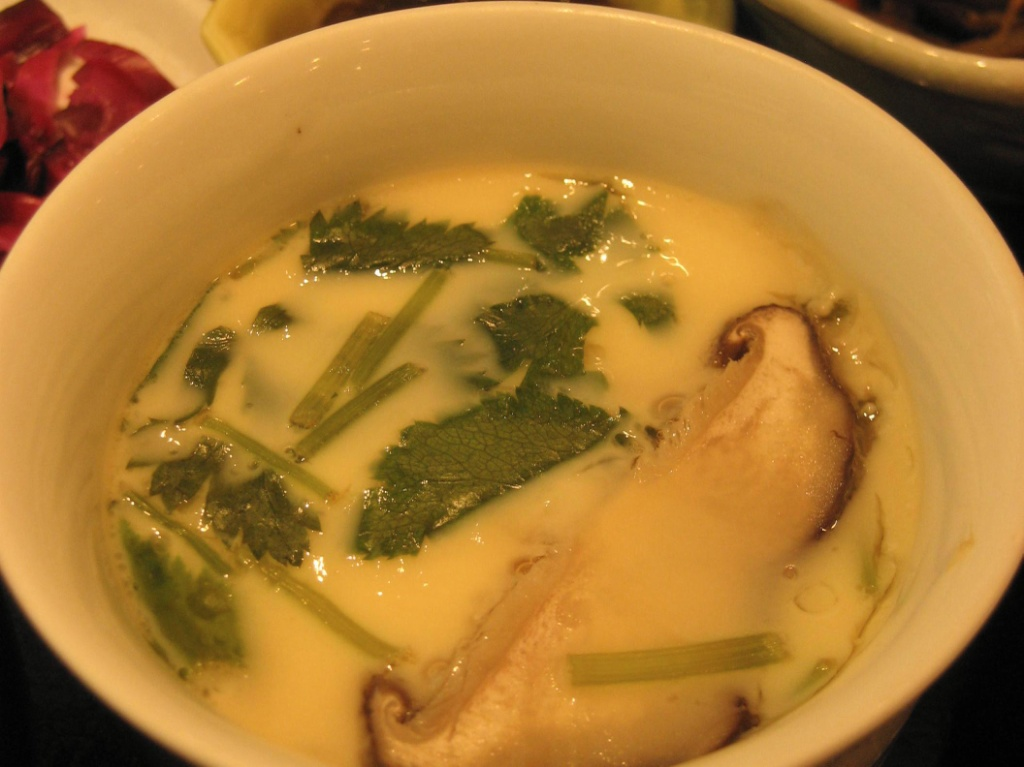
Chawanmushi.

El chawanmushi (茶碗蒸し?) es un plato a base de natilla de huevo típico de la cocina japonesa y que utiliza como uno de sus ingredientes las semillas del gingko. A diferencia de otras natillas, se suelen consumir como un aperitivo. Dicha natilla consiste en una mezcla de huevo con salsa de soja, dashi y mirin, junto con diversos ingredientes como shiitake, kamaboko, gamba, almeja o pollo servidos en un chawan o taza similar a los utilizados para servir el té.
El chawanmushi puede tomarse tanto frío como caliente. Cuando se añaden udon como ingrediente, entonces se le suele llamar odamakimushi u odamaki udon.
De forma poco habitual para un plato japonés, se consume con cuchara.